# Шпороцветник Эртендаля
Шпороцве́тник Эртенда́ля, или Плектра́нтус Эртендаля (лат. Plectránthus oertendáhlii) — растение; вид рода Шпороцветник семейства Яснотковые.

## Этимология
Вид был назван по имени И. А. Эртендаля (Ivan Anders Oertendahl), главного садовника Ботанического сада Уппсальского университета (Uppsala University Botanical Garden).

## История
Шпороцветник Эртендаля выращивался в Европе задолго до того, как было определено его происхождение. В 1924 году в Швеции было сделано его описание и присвоено ботаническое наименование по имени И. А. Эртендаля. Когда, где, и кем были собраны растения, и как попали в Швецию — неизвестно. Происхождение и среда обитания выяснились только после того, как Лиллиан Бриттен (Britten, Lillian Louisa (1886—1952)), ботаник из Университета Родса (Rhodes University) в Грехемстауне, Южно-Африканская республика (Grahamstown, South Africa), в 1936 году собрала в ущелье Ориби (Oribi) образцы этого растения для гербария. В 1977 году Эрнст ван Яарсфельд (Ernst van Jaarsveld) из Национального ботанического сада Кирстенбош в Кейп-Тауне (Kirstenbosch National Botanical Gardens, Cape Town) приложил особые усилия для сбора этого редкого вида, также благодаря его энтузиазму многие виды рода Плектрантус появились в коллекциях ботанических садов.

## Ботаническое описание
Многолетний кустарничек до 20 см высотой, ветвящийся, волосистый; образует густые низкие куртины.
Стебли красно-фиолетовые, четырёхгранные, стелющиеся, укореняющиеся в узлах, покрыты волосками.
Листья суккулентные, бронзово-зелёные, супротивные, яйцевидные, почти круглые, 3-4 см длиной, по краю крупно-зубчатые, опушённые, с ярким серебряным узором вдоль центральной и боковых жилок, с нижней стороны — красного цвета, шершавые, с густым войлочным опушением.
Чашечка после опадения венчика остаётся на растении и растёт вместе с плодом.
Соцветия около 20 см длиной, мутовчатые.
Венчик цветка трубчатый, белый, с более темными отметинами.
Семена — мелкие коричневые орешки, после созревания остаются в коробочке, и высыпаются из неё постепенно.
Цветение наступает осенью в апреле — мае (в южном полушарии), семена созревают в течение зимнего сухого сезона и, постепенно высыпаясь из плодов, рассеиваются по округе; дружно прорастают летом, в период дождей; взрослое цветущее растение формируется в течение одного сезона.

## Ареал
Родина Африка; редкое растение даже в естественных местах обитания — вдоль лесистых речных долин на побережье южной провинции Квазулу-Натал и Пондоланд. Большая часть его естественного ареала находится в ущелье Ориби и в природной резервации Умтамвуна.

## Хозяйственное значение и применение
Широко используется в декоративном растениеводстве — прекрасное тенелюбивое почвопокровное или горшочное растение с эффектными пестрыми листьями с серебристым узором, которые красивы в течение целого года. Выведено много новых культиваров с разнообразной окраской листьв. Популярное домашнее растение в США, в Европе — особенно в Скандинавских странах, из-за чего и появилось название «шведский плющ».

## Агротехника
Уход. Теневыносливое растение. Земельная смесь для посадки — обычный в продаже садовый субстрат; в открытом грунте — хорошо дренированная суглинистая, заправленная компостом почва. Быстро израстает, поэтому надо заранее выращивать молодые растения из черенков. Минимальная температура выживания — 10°С.
Размножение. Легко размножается черенками. Рекомендуется сажать в горшок или балконный ящик сразу по несколько черенков. Посев свежими семенами; семена быстро теряют всхожесть.
Применение. В интерьере — как ампельное растение в подвесных корзинах, кашпо; ампельное для оформления балконов и террас; в зимних садах и в безморозных областях — теневыносливое почвопокровное растение.